# VM (операционная система)
VM (англ. Virtual Machine) — операционная система для мейнфреймов фирмы IBM. Известна в русскоязычной литературе по названию её клона времен СССР — СВМ (Система виртуальных машин).
VM была разработана на основе более ранней операционной системы IBM CP/CMS, имевшей статус исследовательского проекта и разрабатывавшейся с 1967 года на базе модифицированной IBM System/360 Model 40, затем IBM System/360 Model 67 и IBM System/370, то есть систем, в которых впервые в семействе была реализована виртуальная память.
Первая версия собственно VM, VM/370, была выпущена в 1972 году для семейства компьютеров IBM System/370. После этого был выпущен ряд версий VM для последующих семейств мэйнфреймов IBM: VM/ESA, VM/SEPP, VM/BSEPP, VM/SP, VM/HPO, VMXA/SF, VMXA/SP и, наконец, выпускающаяся с 2000-х годов z/VM для 64-разрядного семейства IBM System z.
В некоторых источниках операционную систему VM называют VM/CMS. Это не совсем корректно, так как продукта с таким названием никогда не существовало. Такое наименование, однако, акцентирует внимание на использовании операционной системы виртуальной машины CMS под управлением VM.